# Stuorrahanoaivi
Stuorrahanoaivi (ursprungligen kallat Stuor-oivi) är ett berg i vildmarksområdet Tarvantovaara i Enontekis kommun i Finland.
Toppen av berget användes som mätpunkt i världsarvet Struves meridianbåge. Här gjordes två triangelmätningar, en 1850 och en år 1852, båda har fått ett kryss i berget som markering. Här finns även en väl synlig bult som också markerar mätpunkten.